# Andrée Tournès
Pour les articles homonymes, voir Tournès.
Andrée Tournès, née le 1er avril 1921 à Anvers et morte le 26 février 2012 à Montrouge, est une enseignante, journaliste, historienne et critique de cinéma.

## Biographie
Petite-fille de colonel, fille de consul (tous deux nés en Algérie), elle reçoit une éducation religieuse catholique et grandit, en "jeune fille rangée", jusqu'à la Seconde Guerre mondiale, dans les milieux du corps diplomatique, au gré des affectations de son père : Anvers, Leipzig, Karlsruhe, Valence. Elle passe son agrégation de grammaire à Toulouse, en 1945, et commence sa carrière de professeur de lettres classiques, au lycée de jeunes filles de Montauban, puis à celui d'Orléans.
En 1952, elle est affectée au lycée Jean-Jacques Rousseau de Montmorency (Val d'Oise). C'est là, en 1955, qu'elle rencontre Jean Delmas, germaniste et professeur d'histoire, qui vient de Lille. Elle a 34 ans, c'est une jeune enseignante, inspirée par la pédagogie Freinet. Lui, né en 1912, a déjà une longue expérience. En 1936, il a adhéré au Comité de vigilance des intellectuels antifascistes (CVIA). En 1942, lui et sa femme Ginette, ont été stigmatisés, dans leurs rapports d'inspection, pour cause de "vocabulaire sentant le marxisme". Ils ont rejoint alors la Résistance Nord, sont entrés en clandestinité, ont adhéré au Parti communiste. Lui a dirigé Nord Libre, journal du mouvement de résistance communiste. Il est aussi membre de la Fédération française des ciné-clubs (FFCC), et fondateur d'une section des Amis de la Cinémathèque. Il a créé à Lille, un ciné-club de jeunes rassemblant les enfants des lycées et collèges laïcs et confessionnels. 
Andrée Tournès n'adhèrera jamais au Parti communiste. Jean Delmas l'a quitté à Lille lors de l'affaire Auguste Lecœur, y est retourné quelque temps au moment du rapport Khrouchtchev, et l'a de nouveau quitté, définitivement cette fois, en 1956, après l'insurrection de Budapest.
Pourtant, entre Andrée Tournès, Jean Delmas et sa femme Ginette Gervais-Delmas, commence alors un long et cohérent compagnonnage, intellectuel, militant et politique, qui ne se terminera qu'à leurs morts (respectivement en 1979 et 1996). Leurs parcours et leurs biographies sont indissociables de l'histoire des ciné-clubs et, plus généralement, de l'histoire de l'éducation en France.

### La Fédération des ciné-clubs de jeunes (FFCCJ) - Fédération Jean-Vigo
Après la Seconde Guerre mondiale, refleurissent de toute part les mouvements d'éducation nouvelle, ainsi que les mouvements associatifs, qui avaient été étouffés ou détournés par les guerres. Les professeurs engagés sont en première ligne sur ce front culturel, dont le cinéma et le théâtre sont l'avant-garde. 
Tout le XXe siècle, avec ses guerres et ses crises, est émaillé par l'histoire des ciné-clubs, et cela, en France, mais aussi en Allemagne, en Angleterre, aux États-Unis ou au Japon. En France, avant même l'avènement du parlant, apparaissent les cinéphiles-militants autant que les militants-cinéphiles, selon qu'ils privilégient la contemplation et l'érudition, l'entre-soi coopté, ou l'action culturelle.
De Louis Delluc, qui fonda Le Journal du ciné-club en 1921, à Henri Langlois, Georges Franju et Jean Mitry, avec leur Cercle du cinéma de décembre 1935, (qui précéda la création de la Cinémathèque française en septembre 1936), on peut faire un détour remarquable par le Congrès international du cinéma indépendant (CICI), lancé en Suisse, à La Sarraz, en 1929, manifestation métissée, entre ciné-club et festival, dont la 32e édition eut lieu à Saint-Denis en 2002, et la 33e et dernière édition, à Lausanne, en 2004.
On peut aussi suivre les chemins plus "activistes", avec Léon Moussinac, l'Association des Écrivains et Artistes Révolutionnaires (AEAR), Jacques Prévert et le Groupe Octobre, et poursuivre, après la Libération, avec Peuple et culture, la décentralisation de Jean Vilar et Jeanne Laurent, jusqu'à l'institutionnalisation de ces mouvements en Maison de la Culture, en 1961, par André Malraux. C'est à cette deuxième catégorie - la tentation agit-prop - qu'Andrée Tournès appartient.
Fin 1946, la Fédération française des ciné-clubs (FFCC) est créée. Elle centralise les six clubs existant : le Ciné-club universitaire, Le Cercle du cinéma, le Club français du cinéma, le Cercle technique de l'écran, Ciné-Liberté, le Ciné-club de Paris. Elle attire immédiatement de nouvelle adhésions. Elle lance un mensuel : Ciné-Club. C'est Jean Painlevé, fils de ministre, copain de Jean Vigo, fils d'anarchiste, qui présidera la FFCC de 1946 à 1956.
En même temps (décembre 1946), à Valence, Jean Michel, grand amateur de l'œuvre de Jean Vigo et de celle de Chaplin, mène une expérience exemplaire de ciné-club de jeunes : participation des jeunes à l'organisation et à la présentation des séances ainsi qu'aux débats, refus de la production démagogique de Walt Disney ou de la Rank anglaise, lutte pour imposer, après dix ans, les versions originales.
En 1955, à Montmorency, Andrée Tournès, ne se contente pas d'enseigner le français et le latin. Elle sort les jeunes élèves hors les murs, et les emmène régulièrement au TNP et au Festival d'Avignon, où règne Jean Vilar. 
De leur côté, depuis 1950, Jean Delmas et Jean Michel ont fondé la Fédération française des ciné-clubs de jeunes (FFCCJ), qu'ils animent de Lille et de Valence. La "Fédé" (des ciné-clubs de jeunes), au départ fraction de la FFCC, est en train de s'en émanciper.
À Saint-Germain-en-Laye (où enseigne Ginette Delmas), trois clubs accueillent les petits, les internes et les externes, et il y a même un club mixte. 
Andrée Tournès et les Delmas, sont faits pour se rencontrer. Avec leur passion de l'éducation, ils appartiennent à cet essor de l'après-guerre, où la notion "d'action" commence à surgir dans le champ culturel. Sous leur impulsion, la "Fédé" se spécialise dans l'animation des clubs en cadre scolaire. Leur équipe anime et stimule, à travers une jeune fédération de jeunes, toute une génération en maturation, qui découvre que le théâtre et le cinéma peuvent dépasser le statut de distractions.
La "Fédé" se constitue même un fonds de films dont elle achète les droits et fait tirer des copies. Plus tard, elle créera une maison de distribution, Ciclop Films.
En 1957, ils sont présents au VIe Festival mondial de la jeunesse et des étudiants à Moscou (34 000 personnes venues de 131 pays). Ils y prennent des contacts culturels, ils y polémiquent avec Ilya Ehrenbourg sur le réalisme soviétique, ils y nouent des réseaux amicaux.

### La guerre d'Algérie
L'été 1960, Andrée Tournès et les Delmas signent le Manifeste des 121. 
Le 17 septembre 1960, dans l'ancienne prison du Cherche-Midi, elle témoigne au procès du Réseau Jeanson, avec Ginette Delmas, au sujet de Micheline Pouteau. Rappelons que Micheline Pouteau, professeure d'anglais à Neuilly-sur-Seine, arrêtée et incarcérée à la prison de la Roquette, le 3 mars 1960, pour avoir aidé le FLN, s'en évadera en février 1961, avec cinq autres codétenues.
Au début de 1962 - les accords d'Évian sont désormais proches -, les Delmas sont contactés par le FLN pour organiser un stage de formation pour les futurs jeunes cadres de la révolution : une formation civique et sociale par le cinéma. Le stage a lieu au CREPS de Boulouris. Andrée Tournès l'anime, notamment avec Michèle Firk.  Au programme "des films soviétiques, italiens, américains, évoquant des situations proches de celles que connaissait ou allait connaître la jeune nation algérienne : la collectivisation, la conquête du droit des femmes, la misère des enfants abandonnés". Au programme aussi, la rencontre de l'œuvre de Picasso, avec la visite de Vallauris et de ses potiers, et du musée Grimaldi à Antibes (devenu musée Picasso (Antibes) depuis 1966).
C'est le temps où René Vautier, nommé directeur du Centre audio-visuel d'Alger, leur emprunte les films de la Fédé, Le Chemin de la vie, L'Enfance de Gorki, Serioja partent pour l'Algérie.

### Jeune Cinéma, naissance d'une revue
À la Fédération, devenue Fédération Jean-Vigo, on discutait, depuis plusieurs années, du rôle et de l'intérêt d'une revue spécifique.
En septembre 1964, naît Jeune Cinéma, la revue (dont les animateurs omettront de déposer le titre).
Douze ans avant, à Lyon, Bernard Chardère a fondé Positif, la revue, en 1952. C'est lui qui propose le titre de la petite nouvelle. 
Max Schoendorff, peintre, décorateur de théâtre et compagnon de Roger Planchon, lui offre une belle maquette austère, en noir et blanc, sans photo en couverture.
Le peintre Enrique Peyceré travaille à la maquette intérieure.
Dans le trousseau de la revue encore en préfiguration : la découverte, au Festival de Venise 1963, de Jerzy Skolimowski et Andrzej Wajda, la révélation du nouveau cinéma tchèque, les inédits de Jean Vigo confiés par sa fille Luce Vigo, la rencontre de Vojtěch Jasný, János Kádár, Jiří Menzel…
Dans le n° 1, Jean Delmas en présente le pari : parler un langage accessible à tous, refuser les critiques "professionnels". Il en indique également l'utopie dernière :  « La gloire d'une revue de cinéma serait peut-être un jour de prendre sa place comme revue de culture générale ».
La revue parvient à s'autofinancer et à vivre de ses abonnements. La "Fédé" l'aide en prenant en charge un ou deux numéros, sur sept parutions par an. Dès ses débuts, elle joue bien son rôle d'organe de liaison et de soutien de la diffusion des films, dans les séances des ciné-clubs. 
Jeune cinéma a des raisons de s'enorgueillir de ses découvertes, dont elle parle souvent avant les autres revues : Hou Hsiao-hsien, Nagisa Oshima, le nouveau cinéma allemand, la "nouvelle vague" venue de Tchécoslovaquie, le cinéma politique italien, notamment dans des festivals que la revue est la seule à couvrir (Mannheim, Karlovy Vary, Pesaro, Oberhausen par exemple).
Elle n'est pourtant jamais sacralisée par ses animateurs. Andrée Tournès s'y consacre pleinement mais, pour elle, ce n'est qu'un outil. À sa mort, chez elle, on ne trouvera pas la collection complète de la revue.
C'est une belle époque pour la cinéphilie qui se vit, transversalement, à travers ses clivages politiques, ses diverses tendances esthétiques et ses divers lieux de projections, malgré tout, comme une confrérie secrète et élitiste. C'est une belle époque pour l'univers de l'éducation, qui croit encore dans des lendemains enchantés.

### Depuis Mai 68
Andrée Tournès prend le relais de Jean Delmas à la direction de la revue Jeune cinéma, sans subventions, sans publicité, sans les NMPP aux dates de distribution trop contraignantes pour une si petite équipe. L'indépendance a un coût. 
À partir de septembre 1990, elle nomme un rédacteur en chef, Lucien Logette. Dans le même temps, elle collabore au Monde de l'Éducation (1974-2008).
Elle vit alors la moitié de son temps en Italie, où elle rencontre régulièrement Ettore Scola, ou les frères Taviani. Elle est nommée "citoyenne d'honneur" de Tavarnelle (Toscane) en 2006.
Elle restera directrice de publication de Jeune Cinéma jusqu'à sa mort, le 26 février 2012.
La revue fête son cinquantième anniversaire en octobre 2014. Elle a désormais un site officiel.